# Антоний (Булатович)
Иеросхимонах Анто́ний (в миру Алекса́ндр Ксаве́рьевич Булато́вич; 26 сентября (8 октября) 1870, Орёл — 5 декабря 1919, Луциковка, Харьковская губерния, ныне — Сумской области Украины) — офицер Русской императорской армии, учёный и религиозный деятель. Исследователь Эфиопии, позднее иеросхимонах, лидер религиозного движения «имяславцев», возникшего на Афоне среди русских монахов.

## Биография

### Ранние годы
Родился в городе Орле в благородной семье. Отец — генерал-майор Ксаверий Викентьевич Булатович, из потомственных дворян Гродненской губернии, умер около 1873 года. Мать — Евгения Андреевна Альбрандт, осталась после смерти мужа с тремя детьми: Александром и двумя его сёстрами. Имел белорусские, грузинские, татарские и французские корни.
Его детство прошло в богатом поместье Луциковка Марковской волости Лебединского уезда Харьковской губернии. В 1884 году он вместе с матерью переехал в Санкт-Петербург.
Учился в Александровском лицее (1884—1891), который окончил среди лучших выпускников.

### На военной службе
После окончания лицея 1 мая 1891 года поступил на гражданскую службу в чине титулярного советника в собственную его величества канцелярию по ведомству учреждений императрицы Марии, руководившую учебными и благотворительными учреждениями. Вскоре подал прошение о выдаче ему на руки документов, и поступил на военную службу: 28 мая 1891 года зачислен рядовым на правах вольноопределяющегося в лейб-гвардии Гусарский полк. 16 августа 1892 года получил первый офицерский чин — корнета.

### В Эфиопии
В 1896 году добился своего включения в члены российской миссии Красного Креста в Эфиопии, где стал доверенным лицом негуса Менелика II.
В апреле 1896 года в качестве курьера совершил пробег на верблюдах из Джибути в Харэр, преодолев расстояние свыше 350 вёрст по гористой пустыне за 3 суток и 18 часов, что было на 6—18 часов быстрее, чем время в дороге профессиональных курьеров. Как это описано в книге Булатовича, в конце этого пути его тепло встретил и оказал помощь Николай Леонтьев.
В 1897—1899 годах был военным помощником Менелика II в его войне с южными племенами.
А. Булатович — первый европеец, который пересёк из конца в конец королевство Каффу (сейчас — провинция Эфиопии). Впоследствии составил первое научное описание Каффы. Также стал вторым европейцем, который обнаружил устье реки Омо.
В России его миссия была высоко оценена: он получил серебряную медаль Императорского Русского географического общества за работы по Эфиопии (1899). Ему также был присвоено звание поручика лейб-гвардии Гусарского полка.
Николай Гумилёв с детства восхищался эфиопскими экспедициями Булатовича и был первым, кто смог повторить его эфиопский маршрут.

### В Китае
23 июня 1900 года по личному указанию российского императора Николая II Главному штабу он был направлен в Порт-Артур в распоряжение командующего войсками Квантунской области. Затем переведен в отряд генерала Н. А. Орлова, действовавший вдоль Китайско-Восточной железной дороги.
Участвовал в подавлении Ихэтуаньского восстания. 18 июля 1900 года отряд Булатовича вошёл в Хайлар, захваченный до этого китайскими повстанцами, и двое суток удерживал его до подхода основных сил. После взятия Хайлара отряд Орлова двинулся к Хинганскому перевалу. В ночь на 8 августа Булатович лично руководил разведкой вражеских позиций, а затем смелым обходным манёвром вышел противнику в тыл. После жестокой схватки китайцы отступили. 135 забайкальских казаков получили за этот бой Георгиевские кресты, а Булатович — орден Владимира 4-й степени. Предводитель китайских войск, Шоу Шань, вскоре после поражения покончил с собой.
8 июня 1901 года возвратился в полк. Через месяц был назначен командовать 5-м эскадроном полка. 14 апреля 1902 года произведён в ротмистры. Закончил ускоренный курс 1-го Военного Павловского училища.
18 декабря 1902 года освобождён от командования эскадроном. С 27 января 1903 года уволился в запас по «семейным обстоятельствам».

### Постриг
В 1903 году после разговора с Иоанном Кронштадтским ушёл из армии и стал монахом (позже иеросхимонахом) русского Свято-Пантелеимонова монастыря на горе Афон в Греции. Вновь посетил Эфиопию и попытался основать там русский православный монастырь.
Был пострижен в монашество с именем Антоний и стал известен как иеромонах Антоний (Булатович).

### Лидер имяславия
Когда на Афоне начались имяславческие споры, не принимал участия в них и даже ничего о них не знал, так как вёл очень замкнутый образ жизни. Когда в 1912 году игумен Андреевского скита Иероним попросил его, как образованного человека, составить мнение о вызвавшей споры книге «На горах Кавказа», написанной схимонахом Иларионом (Домрачевым), иеросхимонах Антоний поначалу решил, что положение «Имя Божие — есть Бог» ошибочно и даже написал письмо самому автору книги с обличением в неправомыслии. Но почти сразу после этого он нашёл имяславческое положение в книге Иоанна Кронштадтского, которую тот дал в «руководство» Булатовичу, когда он был ещё послушником и находился в России. После этого иеросхимонах Антоний сжег своё письмо схимонаху Илариону, сказал игумену Иерониму, что в его книге нет никакой ереси и вскоре стал одним из лидеров имяславия.
12 февраля 1913 года иеросхимонах Антоний (Булатович) покинул Афон и через Салоники отправился в Россию с надеждой на объективное расследование афонских событий Святейшим Синодом и поддержку со стороны некоторых членов императорской семьи. На Святую гору он уже не вернулся.
В 1913 году Николай Бердяев писал о Булатовиче:
Когда он приехал с Афона в Россию искать «правды Божией» у Русской православной церкви, то его прежде всего подвергли обыску, потом Святейший Синод предложил Министерству внутренних дел выслать его из Петербурга как человека беспокойного. Полицейскими преследованиями ответили на его духовную жажду.
Продолжал свою борьбу за признание имяславия, издал несколько богословских книг, доказывающих его правоту, встречался с императором Николаем II и в конечном счёте сумел обеспечить своего рода оправдание для себя и своих товарищей по имяславию — имяславцам позволили возвратиться к служению в Церкви без покаяния.
В 1914 году направил государю императору Николаю II письмо в защиту имяславия.
Мы не хотим раскола и скорбим о том бедствии, которое ныне постигло нашу Церковь, желали бы, чтобы в Церкви снова наступил мир и всякие догматические споры прекратились, но отступать от исповедания Божества Имени Божия мы не считаем для себя вправе и покориться Святейшему Синоду считаем за вероотступничество.
 Государь в ответ направил письмо на имя митрополита Московского Макария, в котором благоприятно отозвался о имяславцах.

### Первая мировая война
Много раз просился обратно в армию, но ему отказывали. Лишь 28 августа 1914 года он получил разрешение поехать в действующую армию как армейский священник. Во время Первой мировой войны не только служил священником, но и во «многих случаях вёл солдат в атаку», был награждён наперсным (священническим) крестом на Георгиевской ленте. В 1916 году оказался в австрийском плену, но сумел бежать, после чего вышел в отставку.

### Гибель

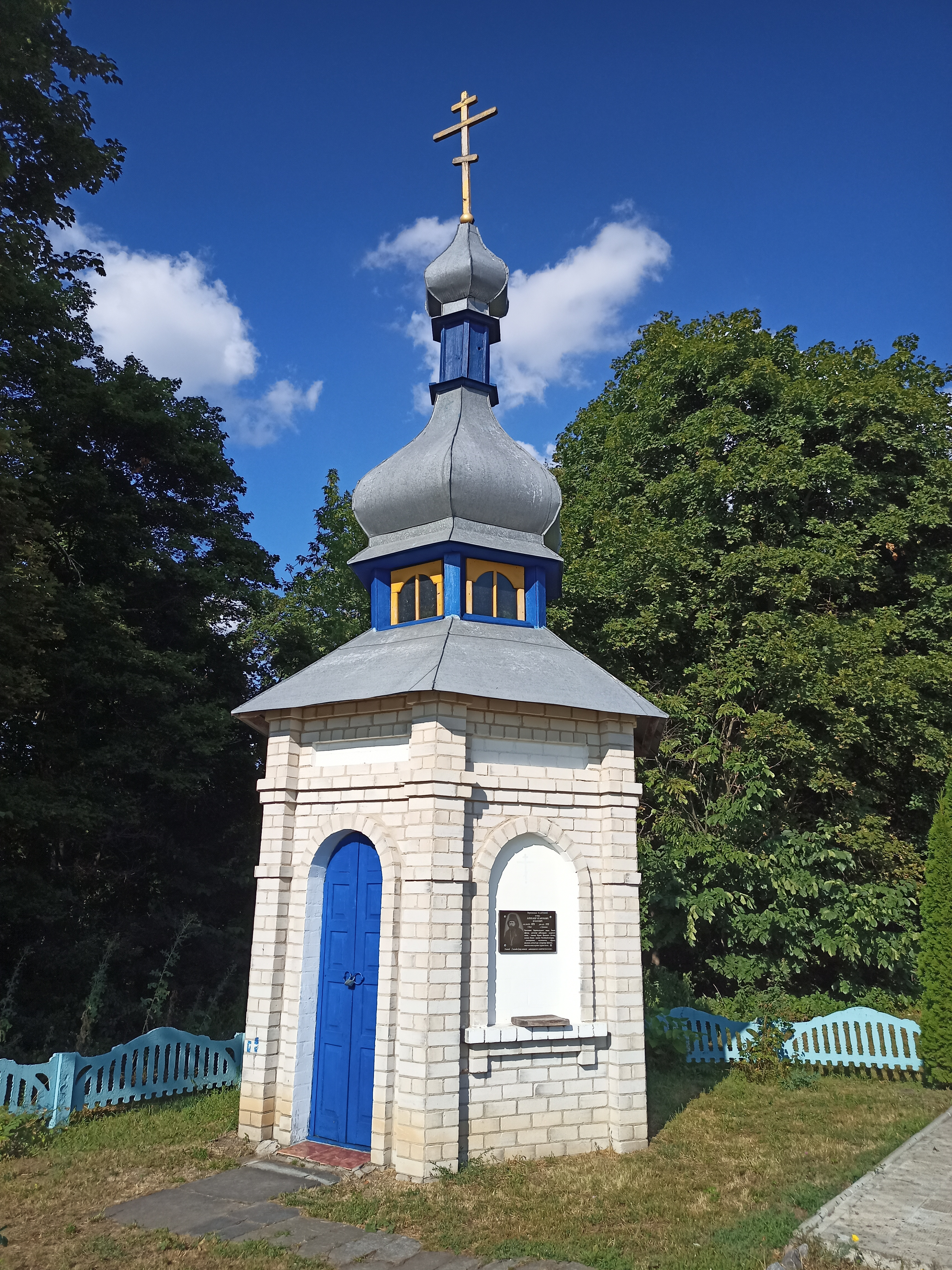
Памятная часовня около могилы Антония (Булатовича) в селе Луциковка.

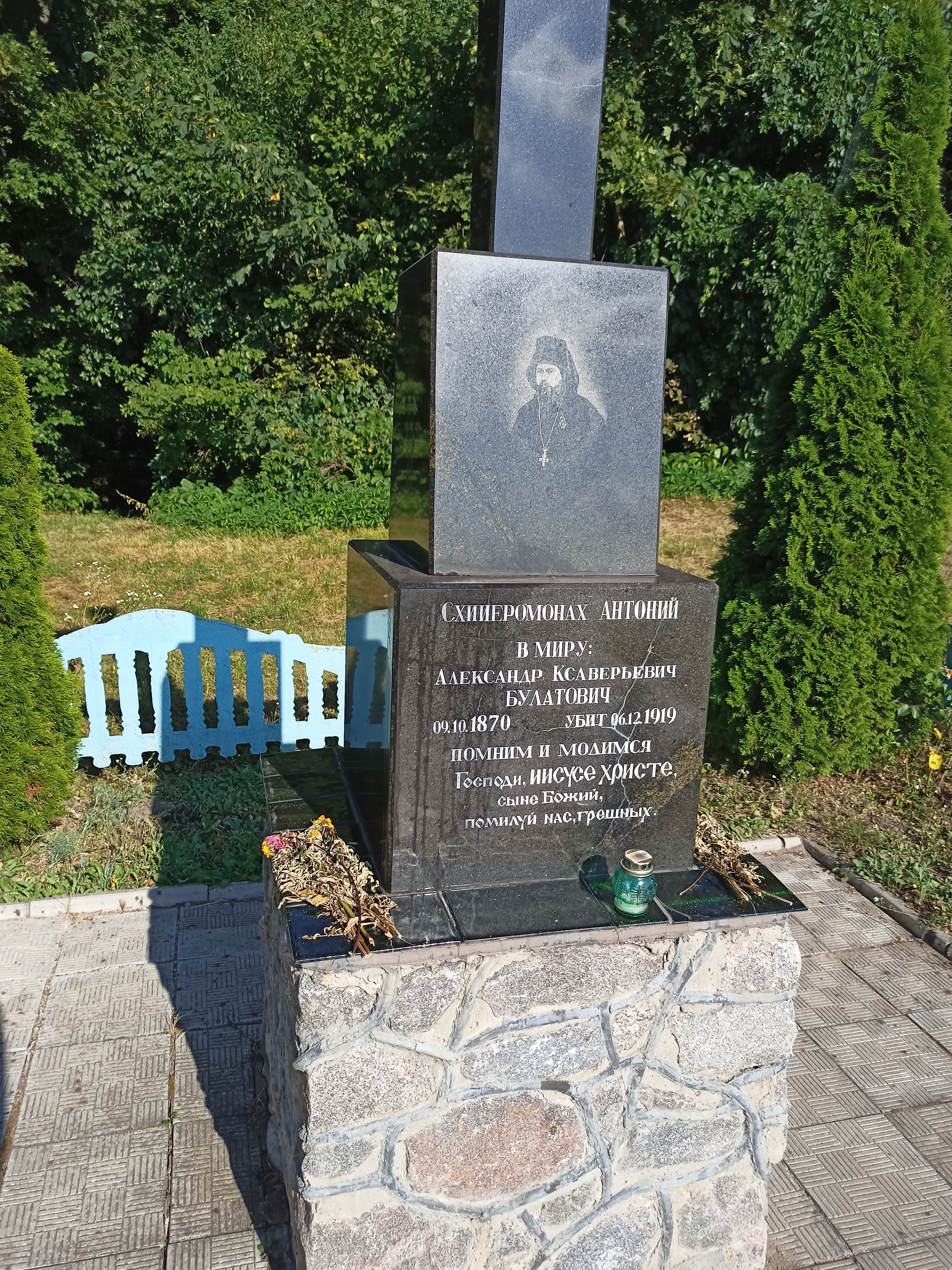
Могила Антония (Булатовича).

Был убит бандитами в ночь с 5 на 6 декабря 1919 года во время Гражданской войны на территории Харьковской губернии (в момент смерти — ВСЮР), защищая от ограбления неизвестную женщину. Похоронен в селе Луциковка Белопольского района Сумской области (ныне — Украина).
8 сентября 2003 года были обретены его мощи.
23 августа 2009 года на могиле установлен и освящён гранитный крест. В 2012 году около могилы его установлена новая ограда и отремонтирована часовня.

## Награды
- Серебряная медаль Императорского Русского географического общества за научные труды об Эфиопии (1899);
- Орден Святой Анны 2-й степени с мечами;
- Орден Святого Владимира 4-й степени с мечами и бантом;
- Орден Почётного легиона (за спасение из плена французского миссионера сеньора Лавесьера во время подавления «восстания боксёров» в 1900 году).
- Высшая военная награда Эфиопии при негусе Менелике II — золотой щит и сабля, подаренные расом Вальде Георгисом.
- Георгиевский крест

## Родственники
Сестра — Мария Ксавериевна Булатович, в замужестве княгиня Орбелиани, жила в Пентиктоне (Британская Колумбия, Канада), умерла в 1977 году в возрасте 107 лет; её сын Андрей Орбелиани живёт в Канаде.

## В художественной литературе
- О приключениях А. К. Булатовича рассказывается в исторической миниатюре Валентина Пикуля «Гусар на верблюде»
- Илья Ильф и Евгений Петров воспользовались биографией А. К. Булатовича для создания вымышленной истории о гусаре-схимнике Буланове, которую рассказывает герой романа «Двенадцать стульев» Остап Бендер.
- Иван Соколов-Микитов упоминает о доставленном в Одессу с Афона А. К. Булатовиче в рассказе «На мраморном берегу».
- Ричард Зельтцер, «Имя героя». Роман, пер. с англ. Н. А. Немзер.
- А. К. Булатович является одним из героев романов цикла «Этногенез», в частности, романа Алексея Лукьянова «Ликвидация» (Бандиты. Книга 2).
- Бахревский В. А. «Долгий путь к Богу» и «Искания на Святой горе. Служение и борение иеросхимонаха Антония» М., «Вече»,2019.

### Русские в Абиссинии
- Артамонов, Леонид Константинович
- Леонтьев, Николай Степанович
- Гумилёв, Николай Степанович
- Машков, Виктор Федорович
- Ашинов, Николай Иванович